# Arthur Byron Cover
Arthur Byron Cover (geboren am 14. Januar 1950 in Grundy, Virginia) ist ein amerikanischer Science-Fiction-Autor.

## Leben
Arthur Byron Cover ist der Sohn des Arztes William A. Cover und der Politikerin Margaret Cover, geborene Peery. Er studierte am Virginia Polytechnic Institute, wo er 1971 mit dem B.A. abschloss. 1971 nahm er an einem der ersten Clarion Science Fiction Writers’ Workshops teil. 1973 erschien eine erste SF-Story, Gee, Isn’t He the Cutest Little Thing?, in der von Stephen Goldin herausgegebenen Anthologie The Alien Condition. Der 1975 erschienene Debütroman Autumn Angels war der erste einer lose verbundenen Gruppe von Werken, zu der auch der dritte Roman An East Wind Coming (1979) und die vier Erzählungen der Sammlung The Platypus of Doom and Other Nihilists (1976) gehören, angesiedelt in einer fernen Zukunft, in der die Technologie derart weit fortgeschritten ist, dass sie von Magie nicht mehr zu unterscheiden ist. Von Sprache und Form her innovativ und experimentell, zudem satirisch und zahlreiche Anspielungen enthaltend, waren die Autumn Angels für die SF-Leser eine gewisse Herausforderung.
In der Folge wandte Cover sich von derart ambitionierten Formen ab und dem Feld der Romanfassungen und Tie-ins zu. Er schrieb das Buch zum Film für Flash Gordon, mehrere Bände zu Ballantines Time-Machine-Serie, und einen Band für eine Serie aus Isaac Asimovs Foundation-Welt, außerdem zwei Tie-ins zu dem Computerspiel Planetfall und zwei Romane zu J. Michael Straczynskis Comicserie Rising Stars. Weiterhin schrieb er ein knappes Dutzend Drehbücher zu Zeichentrickserien sowie Szenarios für mehrere Comics, darunter für eine Comicbearbeitung von William Shakespeares Macbeth.

## Bibliografie
The Universe of God-Like Men
- 1 Autumn Angels (1975)
- 2 The Platypus of Doom and Other Nihilists (1976)
- 3 An East Wind Coming (1979)

Erzählungen:
- The Aardvark of Despair (1976, in: Arthur Byron Cover: The Platypus of Doom and Other Nihilists)
- The Armadillo of Destruction (1976, in: Arthur Byron Cover: The Platypus of Doom and Other Nihilists)
- The Clam of Catastrophe (1976, in: Arthur Byron Cover: The Platypus of Doom and Other Nihilists)
- The Platypus of Doom (1976, in: Arthur Byron Cover: The Platypus of Doom and Other Nihilists)

Time Machine
- 6 The Rings of Saturn (1985)
- 10 American Revolutionary (1985)
- 14 Blade of the Guillotine (1986)

Planetfall
- 1 Planetfall (1988)
- 2 Stationfall (1989)

J. Michael Straczynski’s Rising Stars
- 1 Born in Fire (2000)
- 2 Ten Years After (2002)
- 3 Change the World (2005)

Romane
- The Sound of Winter (1976)
- Flash Gordon (Tie-in zu Flash Gordon, 1980)
  - Deutsch: Flash Gordon. Übersetzt von Inge Pesch. Bastei-Lübbe SF Filmband #28002, 1981, ISBN 3-404-28002-4.
- Prodigy (Isaac Asimov’s Robot City #4, 1988)
  - Deutsch: Der Aufruhr. Übersetzt von Bernd Müller. Bastei-Lübbe SF Abenteuer #23091, 1989, ISBN 3-404-23091-4.
- The Dinosaur Trackers (Robert Silverberg’s Time Tours #4, 1991; mit John Gregory Betancourt und Tim Sullivan als Thomas Shadwell)
- The Red Star (2003)
- Night of the Living Rerun (in: Buffy the Vampire Slayer 1, 2010)
- Looking Sharp (2020)

Sammlungen
- Brainticket (2020, Sammelausgabe)

Kurzgeschichten
1973:
- Gee, Isn’t He the Cutest Little Thing? (1973, in: Stephen Goldin (Hrsg.): The Alien Condition)
- In Between Then and Now (1973, in: Robert Hoskins (Hrsg.): Infinity Five)
- Pelican’s Claws (in: The Haunt of Horror, August 1973)
- Islands and Gold (in: Eternity SF, #2 1973)

1974:
- A Gross Love Story (1974, in: David Gerrold und Stephen Goldin (Hrsg.): Alternities)
- Message of Joy (1974, in: David Gerrold und Stephen Goldin (Hrsg.): Alternities)
- My World; Things Past (in: Eternity SF, #3 1974)

1975:
- Lifeguard (1975, in: Gerald W. Page (Hrsg.): Nameless Places)

1977:
- Galactic Gumshoe (1977, in: Byron Preiss (Hrsg.): Weird Heroes, Volume 6)
- The Day It Rained Lizards (1977, in: Gerald W. Page (Hrsg.): The Year’s Best Horror Stories: Series V)

1984:
- Mamma’s Boy (in: Weird Tales, Fall 1984)

1988:
- Jesus Was An Ace (Wild-Cards-Geschichte, 1988, in: George R. R. Martin (Hrsg.): Down & Dirty)
  - Deutsch: Jesus war ein As. Übersetzt von Christian Jentzsch. In: George R. R. Martin (Hrsg.): Nur Tote kennen Jokertown. Heyne SF&F #5607, 1998, ISBN 3-453-13321-8.

1991:
- A Murder (in: Pulphouse: A Weekly Fiction Magazine, August 17, 1991)

1997:
- The Performance of a Lifetime (1997, in: Brad Linaweaver und Edward E. Kramer (Hrsg.): Free Space)

2017:
- Dreamweaver (2017, in: M. Christian (Hrsg.): Five to the Future: All New Novelettes of Tomorrow and Beyond)

nicht erschienen:
- Various Kinds of Conceits (in: Harlan Ellison (Hrsg.): The Last Dangerous Visions)

Anthologien
- Best of the New Wave (1986; mit Martin H. Greenberg und Harlan Ellison)

Drehbücher
- The Transformers (Zeichentrickserie)
  - The Ultimate Weapon (1986)
- Defenders of the Earth (Zeichentrickserie)
  - The Lost Jewels of Tibet (1986)
  - The Sleeper Awakes (1986)
- Bionic Six (Zeichentrickserie)
  - Up and Atom (1987)
  - 1001 Bionic Nights (1987)
- Spiral Zone (Zeichentrickserie)
  - Ride the Whirlwind (1987)
- Starcom: The U.S. Space Force (Zeichentrickserie)
  - Dark Harvest (1987)
- The Real Ghostbusters (Zeichentrickserie)
  - Sea Fright (1987)
  - Who’s Afraid of the Big Bad Ghost? (1987)
- Phantom 2040 (Zeichentrickserie)
  - A Boy and His Cat (1995)

Comics
- Pelican’s Claws (The Haunt of Horror #2, 1973) #2
- The Fury of Firestorm (1982; mit Gerry Conway)
- The Deadliest Night of My Life! (Daredevil #208, 1984)
- Blast From the Past (Daredevil #209, 1984)
- Space Clusters (DC Graphic Novel #7, 1983)
- Three Trapped Tigers (Jonny Quest Special #1, 1988)
- The Luck of Lenin’s Tomb (Jonny Quest Special #2, 1988)
- William Shakespeare’s Macbeth: The Graphic Novel (2005)